# Kawaminami
Kawaminami (川南町?) è una cittadina giapponese della prefettura di Miyazaki.